# Municipio de San Ramón (Uruguay)
El Municipio de San Ramón es uno de los municipios del departamento de Canelones, Uruguay. Tiene como sede la ciudad homónima.

## Ubicación
El municipio se encuentra localizado en la zona norte del departamento de Canelones, entre el río Santa Lucía y el arroyo del Tala. Limita al norte con el departamento de Florida, al sureste con el municipio de Tala, al sur con el de Municipio de San Antonio y San Bautista y suroeste con el municipio de Santa Lucía.

## Características
El municipio fue creado por ley 18.653 del 15 de marzo de 2010, y forma parte del departamento de Canelones. Su territorio comprende al distrito electoral CIA de ese departamento.
Según la intendencia de Canelones, el municipio cuenta con una población de 8.554 habitantes, lo que representa el 1.8% de la población departamental.
En cuanto a su economía, el municipio comprende una zona rural ganadera, dedicada principalmente a la lechería, estando instalada en la ciudad de San Ramón una planta procesadora de productos lácteos de la empresa CONAPROLE.
Su superficie es de 248 km².
La única localidad incluida en el municipio es la ciudad de San Ramón.

## Autoridades
Las autoridades del municipio son el alcalde y cuatro concejales.
Alcaldes según período:
| Nº | Alcalde                 | Partido             | Inicio del mandato      | Fin del mandato         | Observaciones       | Concejales                                                                                |
| -- | ----------------------- | ------------------- | ----------------------- | ----------------------- | ------------------- | ----------------------------------------------------------------------------------------- |
| 1  | Beatriz Lamas           | Partido Nacional PN | 2010                    | julio de 2015           | Alcaldesa elegida   |                                                                                           |
| 2  | Beatriz Lamas           | Partido Nacional PN | julio de 2015           | 26 de noviembre de 2020 | Alcaldesa reelegida | Daniel Martínez (PN) Fernando Melgar (PC) María Marrero (PC) Fernando Gutiérrez (FA)      |
| 3  | Gonzalo Melogno Airaudo | Partido Nacional PN | 27 de noviembre de 2020 | 2025                    | Alcalde elegido     | Marcela Cuadrado (FA) Fernando Chevalier (PN) Tomás Herandorena (PN) Fernando Melgar (PC) |